# ズアカマシコ
ズアカマシコ（学名：Carpodacus cassinii）は、スズメ目アトリ科に分類される鳥。英名はアメリカの鳥類学者ジョン・カシンにちなむ。
アカマシコの近縁種。

## 生息地
- 新北区

## 形態
全長約16センチメートル。尾羽は短く先端が燕尾になっている。

## 生態
食性は雑食性で、種子や漿果、昆虫などを食べる。

## 保全状況評価
LEAST CONCERN (IUCN Red List Ver. 3.1 (2001))